# 前蜀

前蜀
蜀

  前蜀（917年）

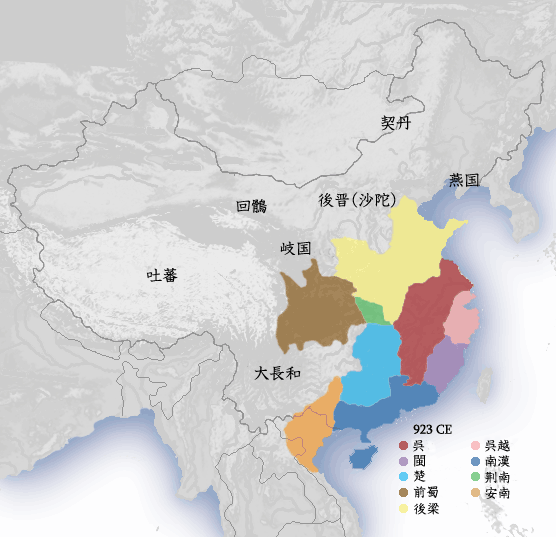
前蜀（923年頃）

前蜀（ぜんしょく、907年 - 925年）は、中国・五代十国時代に成都を中心に四川省を支配した国。

## 歴史
建国者の王建は許州舞陽県（現在の河南省漯河市舞陽県）の人で、黄巣の乱の鎮圧に加わって功績を挙げる。その後、唐の実力者である宦官の田令孜の仮子（養子）になり、僖宗が蜀（四川）へ落ち延びる際にこれを救った事で壁州（現在の四川省巴中市通江県）刺史となる。
888年には永平節度使となり、891年には成都に拠っていた剣南西川節度使の陳敬瑄と仮父である田令孜を殺して、成都を制圧。更に剣南西川藩鎮を滅ぼして、四川全域をほぼ完全に支配下に置いた。また901年には鳳翔の李茂貞（岐王）より漢中を奪う。
これにより、903年に唐より蜀王の地位を与えられ、更に907年に後梁に唐が滅ぼされると皇帝を名乗った。
蜀は天然の要害であり、周辺からの侵攻の危険が少なく、塩・鉄などの資源を豊富に有して古来より「天府」と呼ばれていた。この平和を求めて多くの文化人・僧などが中原から蜀へ流れてきており、王建も豊かな経済力を背景に文化の保護を行い、木版印刷による儒教・仏教の経典の出版やこの地での絹織物の生産などの事業を興した。
しかしその一方で、侵攻の危険性が薄い事から軍隊の目は内部への監視に向いており、尋事団と呼ばれる秘密警察を作り、不満分子を圧殺した。
918年に王建が死ぬと王建の実子と仮子の間での相続争いが起き、最終的に王建の末子の王衍が後を継ぐ。
王衍は蜀の経済力に依存して奢侈にふけり、政治は宦官に任せきりで、民衆からは搾取を行った。これにより民心は急速に離反して行き、925年に後唐軍が侵攻してくると抵抗する者がおらず、簡単に滅ぼされた。王衍は長安に護送される途中で殺された。
前蜀滅亡後は後唐の武将の孟知祥がこの地の統治を後唐より任ぜられたが、後に独立して後蜀を建てた。

## 文化
前蜀が保護した文化人として著名な者は、晩唐の代表的詩人の一人と評価される韋荘、後の北宋の画壇に影響を与えた宮廷画家の黄筌（こうせん）、書と画に優れた禅月大師・貫休（ぜんげつだいし・かんきゅう）などがいる。
また成都の郊外には永陵と呼ばれる王建の墓が残っており、その中には王建の棺の周りには24人の奏者と、12人の力士の石彫りがある。この墓は1942年に発見され、現在は一般公開されている。

## 前蜀の皇帝
| 代数 | 廟号 | 名前             | 字   | 生没年        | 在位          |
| ---- | ---- | ---------------- | ---- | ------------- | ------------- |
| １   | 高祖 | 王建（おうけん） | 光図 | 847年 - 918年 | 903年 - 918年 |
| 2    | 後主 | 王衍（おうえん） | 化源 | 901年 - 926年 | 918年 - 925年 |

## 前蜀の元号
|    | 元号 | 年数          |
| -- | ---- | ------------- |
| １ | 天復 | 907年         |
| ２ | 武成 | 908年 - 910年 |
| ３ | 永平 | 911年 - 915年 |
| ４ | 通正 | 916年         |
| ５ | 天漢 | 917年         |
| ６ | 光天 | 918年         |
| ７ | 乾徳 | 918年 - 924年 |
| ８ | 咸康 | 925年         |